# Vergine della Candelaria

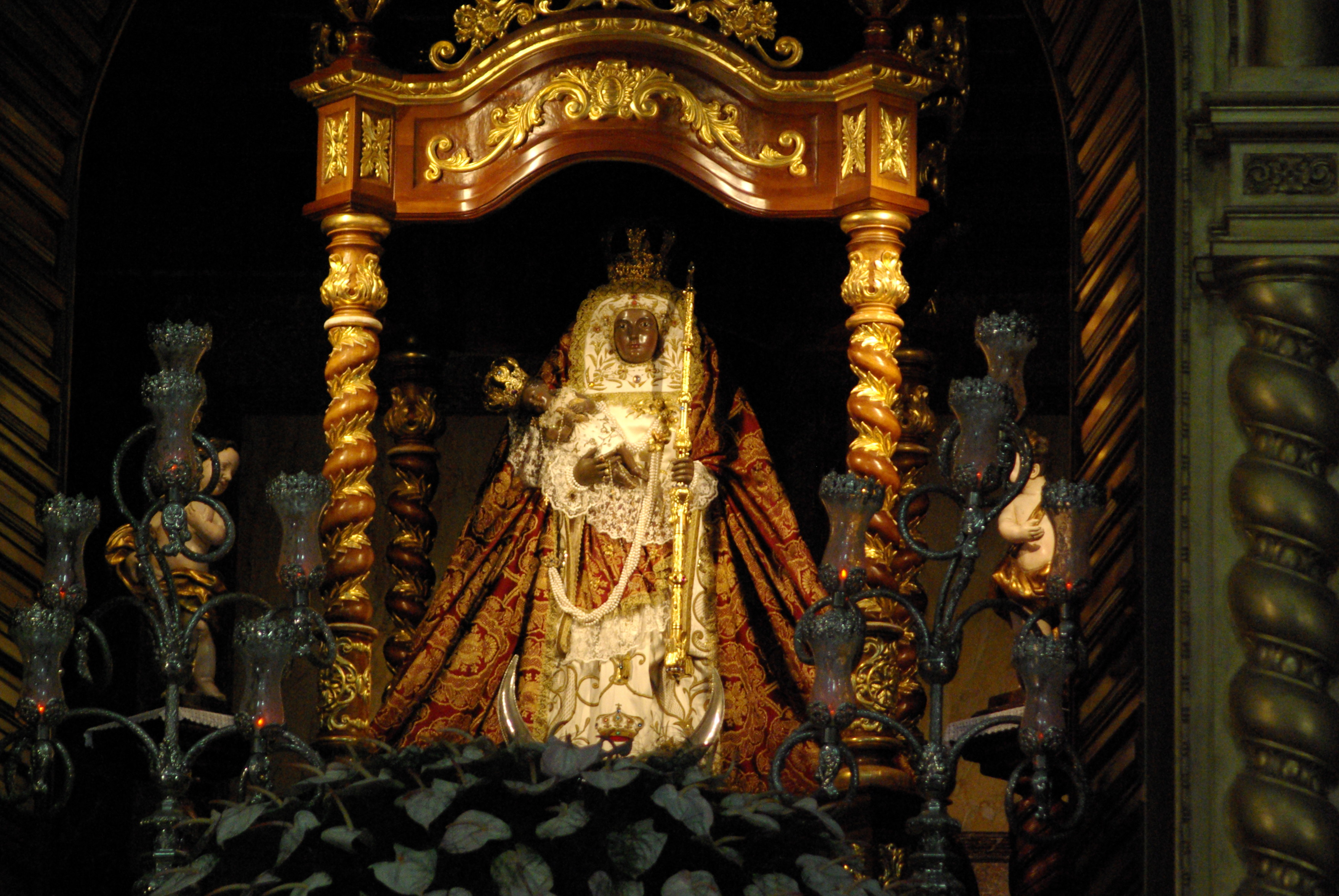
Madonna della Candelaria, patrona delle Canarie

La Vergine della Candelaria, ossia della Candelora, è l'appellativo con cui i cattolici venerano Maria in seguito alla scoperta di una statua, ritenuta miracolosa, trovata in riva al mare nelle Isole Canarie (Spagna) nel 1392. La statua della Vergine ricorda la presentazione al Tempio di Gesù ed è patrona delle Isole Canarie.

## Storia
Secondo la tradizione l'immagine della Vergine fu trovata da due pastori guanci di Tenerife, su una roccia in riva al mare, alcuni decenni prima della conquista delle isole da parte degli spagnoli: gli aborigeni, credendo che fosse uno spirito maligno, cercarono di danneggiare l'immagine, rimanendo invece feriti; ritenendo allora di avere a che fare con un segno divino, cominciarono a venerarla.
Originariamente l'immagine è stata collocata nella Grotta di Chinguaro, che era la dimora del re aborigeno. Successivamente, un guanci cristianizzato di nome Antón Guanche spiegò il significato cristiano dell'immagine, e la Vergine fu trasferita nella Grotta di Achbinico a Candelaria. In seguito, furono costruiti diversi eremi e templi nel luogo, fino a quando nel 1959 l'attuale basilica fu consacrata.
Dopo l'apparizione della Vergine e l'identificazione iconografica con questo evento biblico, la festa cominciò a essere celebrata con un carattere mariano nel 1497, quando il conquistador Alonso Fernández de Lugo, che si tiene il primo della Candelora in particolare dedicato alla Vergine Maria, in coincidenza con la festa della Purificazione, il 2 febbraio. Prima della conquista di Tenerife, gli aborigeni guanci celebravano una festa intorno all'immagine della Vergine durante il festival dei Beñesmen nel mese di agosto. Questa è stata la festa del raccolto, che ha segnato l'inizio dell'anno. Oggi, la festa della Vergine della Candelaria nelle isole Canarie si celebra sia il 2 febbraio che il 15 agosto, giorno della Assunzione della Vergine Maria nel calendario cattolico. Per alcuni storici, festeggiamenti celebrati in onore della Vergine durante il mese di agosto sono una reminiscenza sincretica delle vecchie feste dei Beñesmen.
Nel 1599 papa Clemente VIII dichiarò la Madonna della Candelaria patrona delle Canarie. La Vergine della Candelaria è stata ampiamente utilizzata nelle preghiere, durante epidemie, pestilenze, siccità ed eruzioni vulcaniche del Teide e altri vulcani. Queste ultime preghiere erano molto simili a quelle di Napoli a san Gennaro per fermare le eruzioni del Vesuvio, e a quelle a sant'Agata di Catania per fermare le eruzioni del vulcano Etna in Sicilia.
Il 7 novembre 1826, l'effigie originaria della Candelaria andò perduta durante un forte temporale, cosicché i domenicani commissionarono una nuova statua allo scultore Fernando Estévez. Nel 1830 la nuova effigie fu benedetta. 

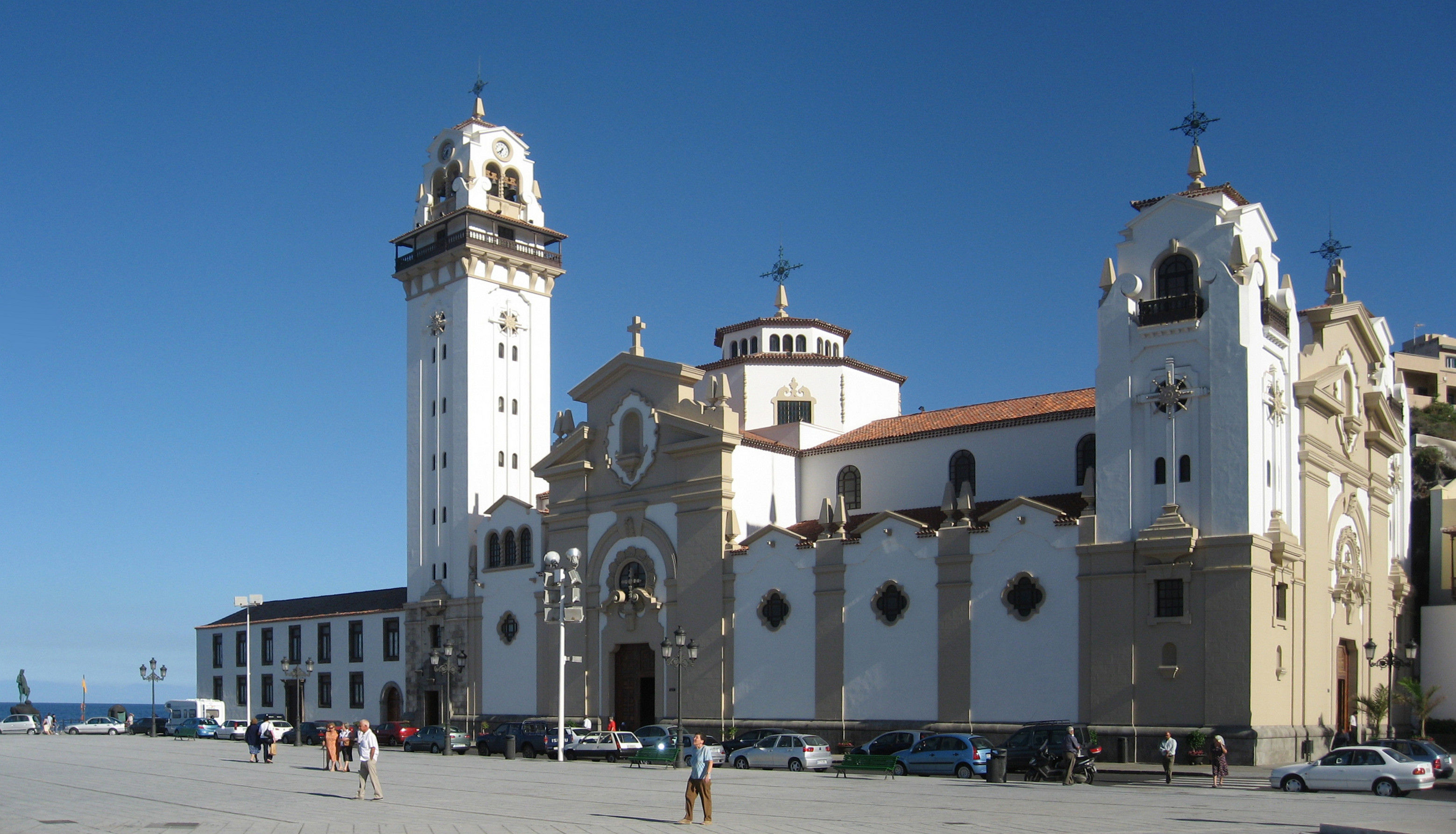
Basilica di Nostra Signora della Candelaria

Il 12 dicembre 1867, papa Pio IX dichiarò la Madonna della Candelaria patrona principale dell'arcipelago canario. Il 13 ottobre 1889 l'immagine fu incoronata canonicamente - quinta immagine mariana di Spagna - dal vescovo di Tenerife Ramón Torrijos.
La Vergine è venerata oggi nella basilica di Nostra Signora della Candelaria, che riceve milioni di pellegrini ogni anno. La statua della Candelaria è una Madonna nera, si trova nella parte alta di un altare a camerino, al quale i fedeli possono accedere alcune volte al giorno alla fine delle messe. La statua porta Gesù Bambino sul braccio destro e una candela nella mano sinistra. La Madonna della Candelaria sta su un trono ligneo con motivi vegetali dorati e circondata da due angeli, ai piedi ha una mezzaluna che allude ad Apocalisse 12,1. L'effigie della Madonna, che non è una statua a tutto tondo, ma ha scolpite solo il volto e le mani, viene rivestita con manti di differenti colori, secondo il calendario liturgico.

## Festa
La Vergine di Candelaria ha due feste annuali: 2 febbraio (festa liturgica) e 15 agosto (festa popolare). Ogni anno, durante le feste di febbraio e agosto, si svolge il pellegrinaggio a piedi da tutti i comuni dell'isola di Tenerife, dalle altre isole delle Canarie e anche dalla Spagna continentale e dall'America Latina, in particolare dal Venezuela e da Cuba.
In queste celebrazioni spiccano le Messe presiedute dal vescovo di Tenerife e le processioni mariane per le strade. Nel mese di febbraio si svolge la Procesión de Las Candelas, una processione notturna in cui i fedeli portano candele accese e pregano il rosario. Nel mese di agosto gli eventi più importanti sono la rappresentazione dell'apparizione dell'immagine della Vergine ai guanci, e il pellegrinaggio da tutte le isole Canarie e comuni dell'isola di Tenerife alla Vergine di Candelaria. 
Oltre alle feste, ogni sette anni vi è la tradizione di trasportare l'immagine della Vergine di Candelaria alle città di Santa Cruz de Tenerife (capitale dell'isola) e di San Cristóbal de La Laguna (sede della diocesi di Tenerife) alternativamente. Ad esempio, nel 2002 la Vergine fu portata a Santa Cruz e sette anni più tardi nel 2009, a La Laguna.